# Pager Andong
Pager Andong is een bestuurslaag in het regentschap Purbalingga van de provincie Midden-Java, Indonesië. Pager Andong telt 3634 inwoners (volkstelling 2010).